# Bistum Frascati
Das Bistum Frascati (lateinisch Dioecesis Tusculana, italienisch Diocesi di Frascati) ist suburbikarisches Bistum und gehört als solches der Kirchenprovinz Rom an.
Die Diözese mit Sitz in Frascati wurde im 3. Jahrhundert im Süden von Rom gegründet. Heute umfasst sie ein Gebiet im Süden und Südosten Roms, zu dem die Orte Frascati, Colonna, Grottaferrata, Monte Compatri, Monte Porzio Catone, Rocca di Papa, Rocca Priora sowie etwa 18,5 Quadratkilometer der italienischen Hauptstadt gehören. Der lateinische Name leitet sich von der Villenstadt Tusculum ab.
Am 12. September 2023 verfügte Papst Franziskus die Vereinigung des Bistums Velletri-Segni in persona episcopi mit dem Bistum Frascati. Bischof der so vereinigten Bistümer wurde der bisherige Bischof von Velletri-Segni, Stefano Russo.

## Einzelnachweise

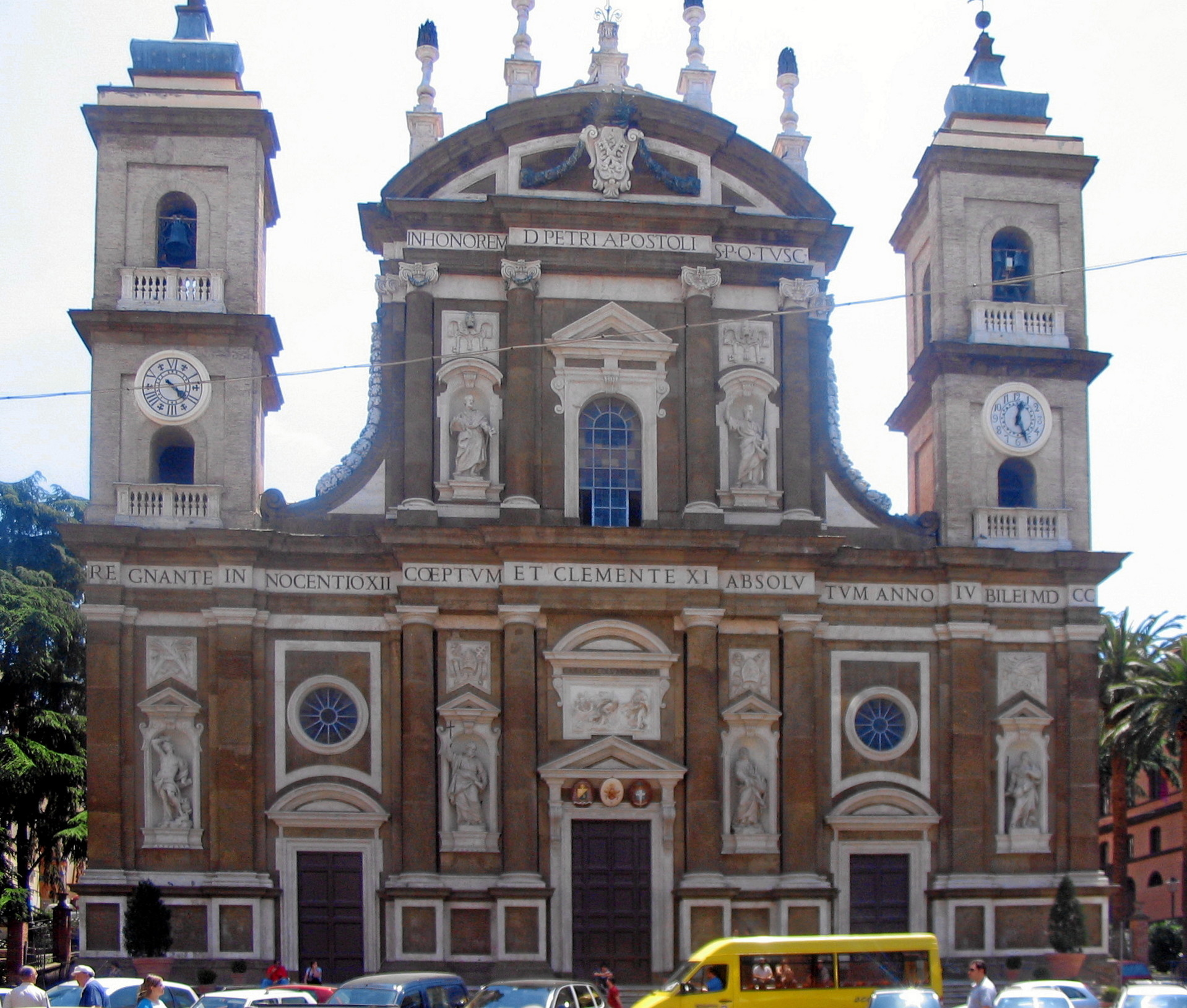
Kathedrale San Pietro Apostolo in Frascati